# 2. hokejová liga SR 2002/2003
Sezóna 2002/2003 byla 10. ročníkem 2. slovenské hokejové ligy. Vítězem se stal tým ŠHK 37 Piešťany, který úspěšně postoupil do 1. hokejové ligy. Z 1. ligy sestoupil HK Ružinov 99 Bratislava.

## Systém soutěže
Soutěž byla rozdělena do dvou skupin (západ a východ). Celkem se jich zúčastnilo 15 týmů, ve skupině západ deset týmů a ve skupině východ pět týmů. Ve všech skupinách se hrálo 1x venku a doma. Bodový systém byl stejný z předešlé sezony, za výhru se získalo dva body, za remízu jeden bod a za prohru nezískal klub žádný bod. Nejlepší družstvo ze skupiny západ a východ postoupili do finálové části o postup. Vítězný tým postoupil přímo do 1. ligy. Ze soutěže se nesestupovalo.

## Základní část

### Skupina západ
|  | Postupující o postup |

| Poř. | Tým                           | Z  | B  | V  | R | P  | Skóre  | +/–  |
| ---- | ----------------------------- | -- | -- | -- | - | -- | ------ | ---- |
| 1    | ŠHK 37 Piešťany               | 18 | 36 | 18 | 0 | 0  | 163:43 | +120 |
| 2    | HK MŠK Indian Žiar nad Hronom | 18 | 30 | 14 | 2 | 2  | 110:55 | +55  |
| 3    | HK 96 Nitra                   | 18 | 25 | 12 | 1 | 5  | 116:73 | +43  |
| 4    | HK Lokomotíva Nové Zámky      | 18 | 23 | 11 | 1 | 6  | 122:74 | +48  |
| 5    | HK Trnava                     | 18 | 18 | 8  | 2 | 8  | 104:83 | +21  |
| 6    | HK TJ Iskra Partizánske       | 18 | 15 | 7  | 1 | 10 | 81:109 | –28  |
| 7    | HC Zlaté Moravce              | 18 | 14 | 6  | 2 | 10 | 69:104 | –35  |
| 8    | HK Levice                     | 18 | 11 | 5  | 1 | 12 | 86:115 | –29  |
| 9    | HK 91 Senica                  | 18 | 8  | 4  | 0 | 14 | 64:149 | –85  |
| 10   | MHK Šaľa                      | 18 | 0  | 0  | 0 | 18 | 37:147 | −110 |

### Skupina východ
|  | Postupující o postup |

| Poř. | Tým                       | Z  | B  | V  | R | P  | Skóre  | +/– |
| ---- | ------------------------- | -- | -- | -- | - | -- | ------ | --- |
| 1    | HK Brezno                 | 16 | 28 | 14 | 0 | 2  | 96:52  | +44 |
| 2    | HC 46 Bardejov            | 16 | 21 | 10 | 1 | 5  | 78:48  | +30 |
| 3    | HKm Humenné               | 16 | 17 | 8  | 1 | 7  | 75:62  | +13 |
| 4    | HK 32 Liptovský Mikuláš B | 16 | 12 | 6  | 0 | 10 | 64:82  | –18 |
| 5    | HK Slovan Gelnica         | 16 | 2  | 1  | 0 | 15 | 44:113 | –69 |

- Původně měli v soutěži hrát kluby ŠK Zvolen, HKm Detva a HKm Zvolen C, ale ze soutěže se odhlásili

## O postup
- HK Brezno - ŠHK 37 Piešťany 0:2 (1:2 a 7:2)